# Пацієнти України
Пацієнти України — благодійний фонд, створений для захисту прав та адвокації інтересів пацієнтів України щодо доступу до лікування.
Організація є учасницею коаліції Реанімаційний пакет реформ.

## Історія
У 2011 році пацієнти та активісти створили Пацієнтську організацію UCAB. За основу діяльності було взято кращі міжнародні практики подібного європейського органу – European Community Advisory Board, де вже багато років відстоюють свої права на лікування пацієнти зі всієї Європи. 
У 2013 році організація змінила свою назву на Благодійний фонд «Пацієнти України». Фонд враховує та захищає інтереси пацієнтських організацій, спільнот та активістів і є лідером з відстоювання прав пацієнтів України на якісне та доступне лікування.  Того ж року організація стала лауреатом міжнародної PR-премії PRAVDA Awards за акцію «Приречені».[джерело?]
У 2017 році Благодійний фонд став учасником коаліції «Реанімаційний Пакет Реформ».
На початок 2017 БФ «Пацієнти України»  налічував більше 30 пацієнтських організацій – учасників.

## Основні завдання
- сприяння у розширенні доступу до якісних медичних препаратів у необхідному обсязі;
- надання пропозицій або рекомендацій державним або громадським організаціям у сфері охорони здоров’я;
- здійснення заходів, спрямованих на подолання перешкод у доступі до лікування в Україні;
- сприяння в проведенні ефективної цінової політики в галузі лікарських засобів, діагностики та профілактичних методик;
- сприяння розвитку пацієнтської спільноти України

## Досягнення
1. Проадвокатовано програму з державного фінансування лікування гепатитів.[джерело?]
2. Розроблено «Національну стратегію реформування системи охорони здоров’я в Україні на період 2015-2020 рр.»[джерело?]
3. Розроблено та проадвокатовано законопроєкти, що передають функцію закупівлі ліків та вакцин міжнародним організаціям, що зекономили 40% державного бюджету, виділеного на державні закупівлі лікарських засобів та медичних виробів.[джерело?]
4. Збільшено бюджет МОЗ на лікування пацієнтів із важкими захворюваннями на 2 млрд. грн.[джерело?]
5. Завдяки точковій роботі вдалося досягти низки успішних змін, як то недопущення до участі в тендері неефективних препаратів, отримання спеціальної низької ціни на низку найсучасніших препаратів.[джерело?]
6. Створення електронної всеукраїнської платформи «Є Ліки»[5] для відслідковування наявності препаратів, закуплених за державний кошт, тощо.

## Публічні акції
Адвокаційна діяльність фонду нерідко супроводжується публічними акціями. Найбільш відомі з них:
- «Нас списав Кабмін»[6]
- «Приречені»[7]
- «Ребус для Яресько»[8]
- «100 літрів чорнила для Кабміну»[9]
- «4 млрд грн пирога для МОЗ»[10]
- «Зламаємо фармацевтичну завісу»[11]
- «Не розбивайте наше життя»[12]
- «Пакунки життя»[13]
- «Пам’ятник жертвам медичного популізму»[14]